# Kedondong (Gajah)
Kedondong is een bestuurslaag in het regentschap Demak van de provincie Midden-Java, Indonesië. Kedondong telt 4481 inwoners (volkstelling 2010).